# Erfurtski zaklad
Erfurtski zaklad je zaklad kovancev, zlatarskih del in nakita, za katerega se domneva, da je pripadal Judu iz Erfurta v Nemčiji, ki jih je skril leta 1349, preden je umrl v pokolu v Erfurtu, enem od preganjanj in pokolov Judov med epidemijo črne smrti. Zaklad je bil najden leta 1998 v steni hiše v srednjeveški judovski soseski v Erfurtu.

## Zgodovina
Zaklad so leta 1998 odkrili arheologi na Michaelisstrasse pod steno vhoda v klet. Sestavljen je iz srebrnikov in ingotov ter več kot 700 izjemnih zlatarskih kovaških del iz 13. in 14. stoletja. Večino zaklada predstavlja 24 kilogramov srebrnikov in ingotov. 3141 kovancev je vseh torneselskih iz poznega 13. in zgodnjega 14. stoletja, kar predstavlja največjo posamezno najdbo te vrste kovancev. Poleg tega je 14 ingotov različnih velikosti, pri čemer so označeni vsi razen enega žiga.
Tu je tudi 11 kosov srebrne namizne posode, vključno z Doppelkopfom (običajna oblika skodelice v 14. in 15. stoletju), plitvo skledo za pitje, vrčem in 8 čaš, ki se prilegajo drug drugemu. Slednje krasijo pozlačene gotske arkade, ki sodijo v prvo polovico 14. stoletja.
Nakit vključuje 8 brošk različnih velikosti, okrašenih z okrasnimi kamni, največja broška meri 7 cm. Med 8 prstani je eden judovski poročni prstan.[2] Ta izjemen kos je narejen iz zlata z okvirjem, sestavljenim iz odprtih gotskih risb, ki ga pokriva fasetiran zvonik. Izdelan v zgodnjem 14. stoletju je eden redkih obstoječih srednjeveških aškenaskih poročnih prstanov. Prstan ima lepo oblikovano, okrašeno, miniaturno različico gotskega stolpa in šest vgraviranih hebrejskih črk, ki na strehi stolpa izpisujejo mazal tov, kar pomeni "dobra usoda" ali "sreča". V skladu z judovsko tradicijo je veličasten poročni prstan v celoti izdelan iz zlata brez dodatkov kamnov. V Srednji Evropi sta bila doslej najdena samo še dva judovska poročna prstana iz prve polovice 14. stoletja (Colmar in Weissenfels). Zlasti nakit je pritegnil pozornost znanstvenikov, saj je ohranjenega le malo nakita iz 14. stoletja, saj so nakit pogosto pretopili, ko so ocenili, da ni v modi, njegova vrednost kot plemenitih kovin pa je prevladala nad drugimi razlogi.
Poleg novcev največ posameznih kosov predstavljajo oblačilne aplikacije in pasni okraski (skupaj 600 kosov). Na desetine aplikacij za oblačila je izjemno nenavadna najdba [potrebna pojasnila] To so majhne, srebrne našitke v različnih oblikah, namenjene našivanju na oblačila. V 14. stoletju so bile na vrhuncu mode, a ker so bile izdelane iz čistega srebra, so se ob spremembi mode vse stopile. Redki ohranjeni primerki so skoraj vsi del cerkvenega tekstila v lasti cerkva. Erfurt zagotavlja redke dokaze o uporabi takih okraskov v posvetnih oblačilih.
Podobni zakladi so bili skriti v času hude stiske za judovske skupnosti v Colmarju, Weissenfelsu, Lingenfeldu, Münstru in Środa Śląska. Erfurtski zaklad pa je veliko večji od vseh ostalih.
Lastnik Erfurtskega zaklada pred pokolom v Erfurtu marca 1349 naj bi bil judovski menjalec denarja po imenu Kalman von Wiehe.

## Razstave Zaklada
Razstava "Trésors de la Peste Noire" v Musée National du Moyen Âge v Hôtel de Cluny v Parizu med aprilom in septembrom 2007 je prinesla predmete iz zaklada Erfurt skupaj z zakladom Colmar.
Razstava »Erfurt: Judovski zakladi iz srednjeveškega Aškenaza« je bila med septembrom 2008 in januarjem 2009 na ogled v muzeju univerze Yeshiva Centra za judovsko zgodovino v New Yorku.
Erfurtski zaklad je bil prikazan v Londonu v zbirki Wallace in v Beth Hatefutsoth v Tel Avivu, preden je bil na stalni razstavi v na novo obnovljenem muzeju stare sinagoge iz 11. stoletja v Erfurtu.[5]